# Giraldus Cambrensis
Giraldus Cambrensis (Gerald z Walii) (ok. 1146 - 1223), walijski mnich, kronikarz, lingwista i pisarz. Autor pierwszego opracowania dotyczącego muzyki europejskiej, w szczególności irlandzkiej i brytyjskiej. Uważał również, że języki walijski, kornwalijski i bretoński pochodzą z dawnego języka brytyjskiego, który miał wywodzić się z kolei z greki i łaciny.